# Rajd Polski 1924

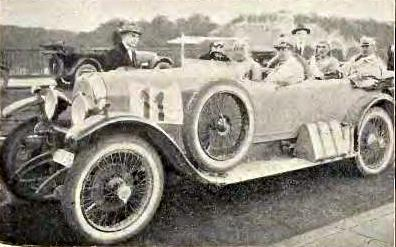
Zwycięzca rajdu, inż. Henryk Liefeldt na Austro-Daimlerze

Rajd Polski 1924 (a właściwie Jazda Konkursowa Automobilklubu Polski) – odbył się w dniach 7–12 lipca 1924 roku. Komandorem rajdu był Tadeusz Heyne. W rajdzie uczestniczyło 25 załóg w tym sześć zagranicznych. Trasa rajdu: Warszawa – Zamość – Zakopane – Kraków – Poznań – Puck – Warszawa.

## Wyniki końcowe rajdu[1]
| Miejsce | Kierowca              | Samochód                         | Pkt karne |
| ------- | --------------------- | -------------------------------- | --------- |
| 1       | Henryk Liefeldt       | Austro-Daimler ADM Sport Torpedo | 0         |
| 2       | (?) Charles Bettaque  | Austro-Daimler                   | 2         |
| 3       | Josef Veřmiřovsky     | Tatra 11                         | 4         |
| 4       | Mathias Derdak        | Austro-Daimler                   | 5         |
| 4       | Gustav Jenssens       | Minerva                          | 5         |
| 4       | Euzebiusz Dzierliński | O.M.                             | 5         |
| 7       | R.Mittermüler         | Tatra                            | 7         |
| 7       | Włodzimierz Zeydowski | Minerva                          | 7         |
| 9       | Władysław Mrajski     | O.M.                             | 14        |
| 10      | Płoszajski            | Steyr                            | 16        |